# Ère Enkyū
L'ère Enkyū (en japonais : 延久)  est une des ères du Japon (年号, nengō, littéralement « le nom de l'année ») suivant l'ère Jiryaku et précédant l'ère Jōhō s'étendant du mois d'avril 1069 au mois d'août 1074. Les empereurs régnants étaient  Go-Sanjō-tennō (後三条天皇) et Shirakawa-tennō (白河天皇).

## Changement de l'ère
- 1069 Enkyū gannen (延久元年?) : Le nom de la nouvelle ère est créé pour marquer un événement ou une série d'événements. L'ère précédente se termine là où commence la nouvelle, en  Jiryaku 5, le 13e jour du 4e mois de 1069[1]

## Événements de l'ère Enkyū
- Enkyū gannen (延久元年) ou Enkyū 1 (1069):
- 1069 (Enkyū 1): The consort of the newly elevated emperor was raised to the status of chūgū[2].
- 1072 (Enkyū 4, 8e jour du 12e mois) : Durant la 6e année de son règne (桓武天皇6年), l'empereur Go-Sanjō démissionne en faveur de son fils qui reçoit la succession (senso). Peu après, l'empereur Shirakawa est déclaré avoir accédé au trône (sokui)[3].
- 1073 (Enkyū 5, 21e jour du 4e mois) : Go-Sanjō devient prêtre bouddhiste sous le nom religieux de Kongō-gyō[4].
- 1073 (Enkyū 5, 7e jour du 5e mois) : L'ancien empereur Go-Sanjō meurt à l'âge de  40 ans[4].

| Enkyū     | 1e   | 2e   | 3e   | 4e   | 5e   | 6e   |
| Grégorien | 1069 | 1070 | 1071 | 1072 | 1073 | 1074 |